# Nikola Ivanov
Nikola Ivanov (en búlgaro: Никола Иванов) (Kalofer, 2 de marzo de 186-Sofía, 10 de septiembre de 1940) fue un general búlgaro y ministro de Defensa del Principado de Bulgaria.
Uno de los primeros graduados de la Academia Militar del Estado Mayor de San Petersburgo, luchó como voluntario durante la guerra ruso-turca (1877-1878). Ivanov fue nombrado jefe del Cuartel General del Ejército Búlgaro entre el 10 de mayo de 1894 y el 29 de noviembre de 1896, y ministro de Guerra entre el 29 de noviembre de 1896 y el 30 de enero de 1899. Durante la Primera Guerra de los Balcanes, Ivanov dirigió el Segundo Ejército búlgaro a lo largo del exitoso sitio de Adrianópolis. El 4 de julio, su ejército fue derrotado en la batalla de Kilkis-Lachanas durante la segunda guerra de los Balcanes. Un mes más tarde, sus tropas lograron detener al ejército griego en la batalla del desfiladero de Kresna, que puso fin a la catastrófica segunda guerra de los Balcanes.

## Biografía
Nikola Ivanov nació el 2 de marzo de 1861 en Kalofer. Estudió en el Liceo Nacional Aprilov de Gabrovo y luego en el Liceo Imperial Galasaray de Estambul (1875-1877). Participó como voluntario en la guerra ruso-turca (1877-1878). Tras la guerra permaneció poco tiempo en Plovdiv antes de ingresar en 1878 en la Escuela Militar de Sofía, donde se graduó al año siguiente. El 22 de mayo de 1879 fue ascendido a teniente. Ese mismo año fue destinado a la milicia de Rumelia Oriental como oficial subalterno y sirvió en la 1.ª y 2.ª Compañía de Plovdiv. El 9 de febrero de 1881 fue ascendido a teniente primero.
Participó en la Unificación de Bulgaria. El 9 de septiembre de 1885 fue ascendido a capitán y con la Orden n.º 4 fue nombrado ese mismo día comandante del Destacamento Tarnovo-Seymen.

### Guerra serbo-búlgara
Durante la guerra serbo-búlgara de 1885 trabajó para el jefe de la Columna Central del Destacamento Occidental. Participó en la Batalla de Pirot el 14-15 de noviembre.
Después de la guerra en 1886 fue nombrado Fligel Ayudante de Knyaz Alexander Batenberg y después Jefe del departamento de Inspección de Edificios en el Ministerio de Defensa. El 1 de abril de 1887 fue ascendido a mayor. En 1888 fue comandante del 10.º Regimiento de Infantería, en 1889 jefe de Estado Mayor de la 4.ª Brigada y en 1890 del 4.º Regimiento de Caballería. El 2 de agosto fue ascendido a teniente coronel. Posteriormente fue ayudante del Jefe del Cuartel General del Ejército (1891-1894) y después Jefe del Cuartel General (1894-1896). El 2 de agosto de 1895 fue ascendido a coronel. Entre el 17 y el 29 de noviembre de 1896 se hizo cargo temporalmente del Ministerio de Defensa.
Nikola Ivanov fue ministro de Defensa en el Gobierno de Konstantin Stoilov (1896-1899), comandó la 4.ª División de Infantería de Preslav (1899-1903) y la 2.ª División de Infantería de Tracia (1903-1907). El 15 de noviembre de 1900 fue ascendido a general de división. A partir de 1907 fue nombrado jefe de la 2.ª región de inspección militar.
Para celebrar el 25 aniversario de su llegada a Bulgaria, el zar Fernando ascendió a seis generales de división a teniente general el 2 de agosto de 1912, e Ivanov fue uno de ellos. Era la primera vez en el Tercer Reino Búlgaro que se otorgaba ese rango a oficiales en activo.

### Guerras balcánicas y últimos años
Durante la Primera Guerra de los Balcanes, Nikola Ivanov comandó el 2.º Ejército entre septiembre de 1912 y julio de 1913. Estuvo a cargo del asedio y la toma de Adrianópolis.
Durante la segunda guerra de los Balcanes, en 1913, el 2.º Ejército, en inferioridad numérica, protagonizó encarnizados combates contra todo el ejército griego y tuvo que retirarse tras la batalla de Kilkis-Lahanas y, más tarde, detuvo y rodeó a los griegos en la batalla del desfiladero de Kresna. Ivanov fue sustituido en el mando del 2.º Ejército en julio de 1913 y el 7 de agosto, tras el alto el fuego, dimitió del ejército.
Durante la Primera Guerra Mundial permaneció en la reserva. En esa época actuó como personaje público y publicista. Fue elegido presidente del club de los oficiales de la reserva en Sofía. El 6 de mayo de 1936 fue ascendido a General de Infantería.
El general Nikola Ivanov falleció el 10 de septiembre de 1940 en Sofía.

## Condecoraciones
- Orden de la Valentía, II grado 2.ª clase; clase IV
- Orden de San Alejandro, grado I y II con brillantes
- Orden del Mérito Militar, grado I
- Orden de Stara Planina, 1.º grado con espadas - otorgada póstumamente el 20 de diciembre de 2012 [3]
- Orden rusa de Santa Ana, 1.ª y 2.ª clase con brillantes
- Orden Italiana de la Corona de Italia, Caballero de la Gran Cruz
- Orden Alemana de la Corona Prusiana, Primera Clase
- Orden austrohúngara de Francisco José, 2.ª clase
- Orden Otomana de Medjidieh, 1.ª clase
- Orden Otomana de Osmaniye, 2.ª clase
- Orden rumana de la Corona rumana, Gran Oficial
- Orden Serbia de la Cruz de Takovo, 1.ª clase [4]
- Orden serbia de San Sava , 1.ª clase[4]